# ایگوالادا
ایگوالادا (به اسپانیایی: Igualada) یک شهرستان در اسپانیا است که در استان بارسلون واقع شده‌است.

## خصوصیات
ایگوالادا ۸٫۱۲ کیلومترمربع مساحت و ۳۸٬۹۱۸ نفر جمعیت دارد و ۳۱۳ متر بالاتر از سطح دریا واقع شده‌است.

## خواهرخوانده
شهرهای لکو، گویمارائس و آکساکووو خواهرخوانده‌های ایگوالادا هستند.